# Vendôme
Vendôme je francouzská obec v departementu Loir-et-Cher v regionu Centre-Val de Loire. V roce 2009 zde žilo 16 971 obyvatel. Je centrem arrondissementu Vendôme.